# Ophiocephalus
Ophiocephalus é um género botânico pertencente à família Orobanchaceae.

## Espécie
Ophiocephalus angustifolius

## Nome e referências
Ophiocephalus Wiggins